# Borknagar (альбом)
Borknagar — дебютный студийный альбом норвежской группы Borknagar, вышедший в 1996 году.

## Об альбоме
Альбом отличается более простым подходом в стиле блэк/викинг-метал (с тяжелыми риффами, взрывными темпами и акцентом на резкий вокал), в отличие от фирменного прогрессивного/фолк-звучания группы, на которое они намекнут на своем следующем альбоме, The Olden Domain. Это их единственный альбом, в котором есть тексты песен на норвежском языке, и их единственный альбом, в котором играет Инфернус (Gorgoroth) на бас-гитаре (который, как сообщается, записал все свои басовые партии за один день). Альбом был записан в студии Grieghallen (на которой записывались другие блэк-металлические группы, такие как Burzum, Emperor и Gorgoroth).

## Список композиций
Все песни, кроме отмеченных, написаны Эйстейном Брюном
1. «Vintervredets Sjelesagn» (Душевный Сказ о Зимнем Гневе) — 6:44
2. «Tanker Mot Tind (Kvelding)» (Мысли К Вершине (Сумерки)) (Ивар Бьорнсон) — 3:29
3. «Svartskogs Gilde» (Пир Чёрного Леса) — 5:52
4. «Ved Steingard» (Каменная Ферма) — 2:14
5. «Krigsstev» (Песнь Войны) — 2:03
6. «Dauden» (Смерть) — 5:49
7. «Grimskalle Trell» (Мрачный Череп Раба) — 5:38
8. «Nord Naagauk» (Северная Кукушка) — 3:07
9. «Fandens Allheim» (Вселенная Дьявола) — 6:19
10. «Tanker Mot Tind (Gryning)» (Мысли К Вершине (Рассвет)) (Ивар Бьорнсон) — 2:57

## Участники записи
- Эйстейн Брюн — гитары
- Кристофер «Гарм» Рюгг — вокал
- Эрик «Грим» Брёрешифт — ударные
- Ивар Бьорнсон — клавишные
- Инфернус — бас-гитара